# 上荒川公園
上荒川公園（かみあらかわこうえん）は、福島県いわき市平上荒川にあるスポーツ施設群を有する公園である。一般財団法人いわき市公園緑地観光公社が指定管理者として管理・運営を行っている。

## 公園内の主な施設
- いわき総合体育館
- いわき陸上競技場
- 平野球場
- 平テニスコート（平庭球場）
- いわき市民プール
- いわき弓道場

## アクセス
- 常磐線いわき駅より車で11分
- 常磐自動車道いわき中央インターチェンジより29分（国道49号平バイパス経由）

## 近隣
- ヨークベニマル上荒川店
- 福島県道26号小名浜平線